# Paolo Cinanni
Paolo Cinanni (Gerace, 25 gennaio 1916 – Roma, 18 aprile 1988) è stato un politico e scrittore italiano.

## Carriera politica
Paolo Cinanni è stato un combattente della guerra di liberazione e uomo politico dell'Italia del XX secolo.
Ebbe un ruolo di primo piano negli anni dell'immediato dopoguerra 1948-1956 nelle lotte contadine del Mezzogiorno con particolare riferimento alla Calabria alla provincia di Cosenza e nel Piemonte. Successivamente al 1956 dedicò le sue attività nell'ambito dell'emigrazione verso la Svizzera e la Germania fondando insieme a Carlo Levi la Federazione Italiana dei Lavoratori Emigrati e Famiglie (FILEF).
Con particolare riferimento al periodo 1948-1956 e 1960-1964 egli ebbe un ruolo dirigente centrale in Calabria con l'incarico di rafforzare la struttura politica del movimento contadino legando le masse contadine del sud Italia alla classe operaia del Nord nella prospettiva gramsciana di costituire quell'intellettuale organico che nel Partito Comunista Italiano avrebbe dovuto riscattare operai e contadini dallo sfruttamento padronale tanto sulla terra quanto nelle fabbriche e guidare le lotte contadine per la restituzione delle terre usurpate contro ogni diritto dal latifondo parassitario. 

## Il pensiero
Cinanni è autore di molti volumi di carattere economico-politico e pubblicista. Il libro che lo ha reso più famoso, anche per le traduzioni all'estero e la diffusione, è stato Emigrazione e imperialismo pubblicato dagli Editori Riuniti i cui temi sono stati successivamente ripresi nel libro Emigrazione e unità operaia pubblicato dalla Feltrinelli. Nel libro in questione il fenomeno dell'emigrazione viene esaminato in tutte le sue sfaccettature con un taglio scientifico, da classico del marxismo. Cinanni considera l'emigrazione come una forma di trasferimento unilaterale di ricchezza dall'Italia verso i Paesi di immigrazione. Non è un caso che il maggior sviluppo economico si registra, nell'ambito mondiale, tradizionalmente tipicamente nei Paesi di immigrazione come gli Stati Uniti e successivamente nell'Europa. Argomento caro agli stessi emigrati e lavoratori si basa su una constatazione molto semplice e di tutta evidenza: una persona raggiunge la maggiore età dopo che per essa sono stati sostenuti una serie di spese quali quelle di allevamento, di istruzione scolastica, di formazione professionale. Ebbene, al momento in cui quella persona, con la maggiore età, attraverso il lavoro può rendersi produttiva, è costretta ad emigrare per mancanza di occasioni di lavoro in patria. Questo altro non è che un trasferimento gratuito di ricchezza, un trasferimento unilaterale di capitale umano. La conclusione del ragionamento è che i Paesi di immigrazione, piuttosto che rendere un favore agli emigrati, traevano beneficio da essi. 
Cinanni ha esaminato sia gli effetti che le cause dell'emigrazione, attraverso la sua analisi rigorosa è stata sbaragliata la tesi tradizionale che vedeva l'emigrazione come effetto della povertà di risorse ambientali e geografiche dell'Italia; al contrario egli ha sostenuto che l'emigrazione contribuiva a rendere economicamente più debole l'Italia ed in particolare il meridione e che la vera causa dell'emigrazione risiedeva nelle politiche economiche susseguitesi in Italia in particolar modo anche dopo la caduta del fascismo. Per Cinanni la mancanza di una vera riforma agraria anche dopo la seconda guerra mondiale, ha portato ad un aggravamento delle già precarie condizioni economiche del meridione con la conseguente fuga dalle campagne, l'abbandono della terra, l'emigrazione nelle regioni settentrionali e nell'occidente europeo.
Un filone di pensiero di Cinanni collegato a quello dell'emigrazione è dunque quello sulla riforma agraria e i converso sulle lotte contadine. Egli ritiene che la mancanza di una vera riforma agraria ha determinato la questione meridionale e da questa è derivata l'emigrazione. Le lotte contadine del dopoguerra avevano innestato un meccanismo che lasciava sperare in una risoluzione della questione agraria, ma le scelte operate dai governi di destra che si sono susseguiti dopo la fuoriuscita del PCI nel 1948 dal governo sono andate nella direzione opposta a quella che doveva essere seguita. Una tesi per certi versi originale di Cinanni era che le lotte portate avanti dai contadini, anche nelle forme più cruente, erano del tutto legittime nel senso della loro conformità al diritto. Infatti, espone Cinanni nei suoi libri, quelle battaglie per la terra erano perlopiù determinate dalla consapevolezza di lottare per avere restituito il maltolto. Qui si inserisce un altro filone del suo pensiero: quello degli usi civici e della questione demaniale. Nella memoria storica delle masse contadine era presente e mai assopito il ricordo del possesso delle grandi estensioni terriere del demanio in vaste zone del Mezzogiorno e del diffuso esercizio di uso civico. Nel corso dei decenni la maggior parte di quelle terre demaniali era stato usurpato e i contadini in lotta non facevano che reclamarne la restituzione. In sostanza era una lotta per il rispetto della legge. A tali lotte il governo rispondeva con il piombo della polizia, come nel caso di Melissa passato alla storia, e la cosiddetta riforma agraria che ne conseguì, per il modo in cui ha operato non è stata una risposta adeguata. 

## Opere
- Le terre degli Enti, gli usi civici e la programmazione economica, Alleanza nazionale dei contadini, Roma, 1962.
- La funzione del comune rurale per il progresso dell’agricoltura, Alleanza nazionale dei contadini, 1962.
- Emigrazione e imperialismo, Editori Riuniti, Roma, 1968, 1971, 1975.
- Emigrazione e unità operaia, Feltrinelli, Milano, 1972, 1976.
- Emigration und Imperialismus, Trikont Verl Bücher, München, 1968.
- Emigration und Arbeitereinheit, Cooperative, Frankfurt/M, 1974.
- Lotte per la terra e comunisti in Calabria 1943/1953, Feltrinelli, Milano, 1977.
- Lotte per la terra nel Mezzogiorno 1943/1953, Marsilio Editori, Venezia, 1979.
- Il Passato Presente (una vita nel P.C.I.), Grisolia Editore, Marina di Belvedere (CS) 1986.
- Il partito dei lavoratori, Jaca Book, Milano, 1989.
- Abitavamo vicino alla stazione, Rubbettino, Soveria Mannelli, 2005.